# Frieden von Frederiksborg
Bündnisverträge

Preobraschenskoje (1699) • Dresden (1699) • Narva (1704) • Dresden (1709) • Thorn (1709) • Kopenhagen (1709) • Hannover (1710) • Lutsk (1711) • Adrianopel (1713) • Schwedt (1713) • Stettin (1715) • Berlin (1715) • Greifswald (1715)
Friedensverträge

Traventhal (1700) • Warschau (1705) • Altranstädt (1706) • Pruth (1711) • Frederiksborg (1720) • Stockholm (1719) • Stockholm (1720) • Nystad (1721)  • Stockholm (1729)
Kapitulationen

Estland und Livland (1710)

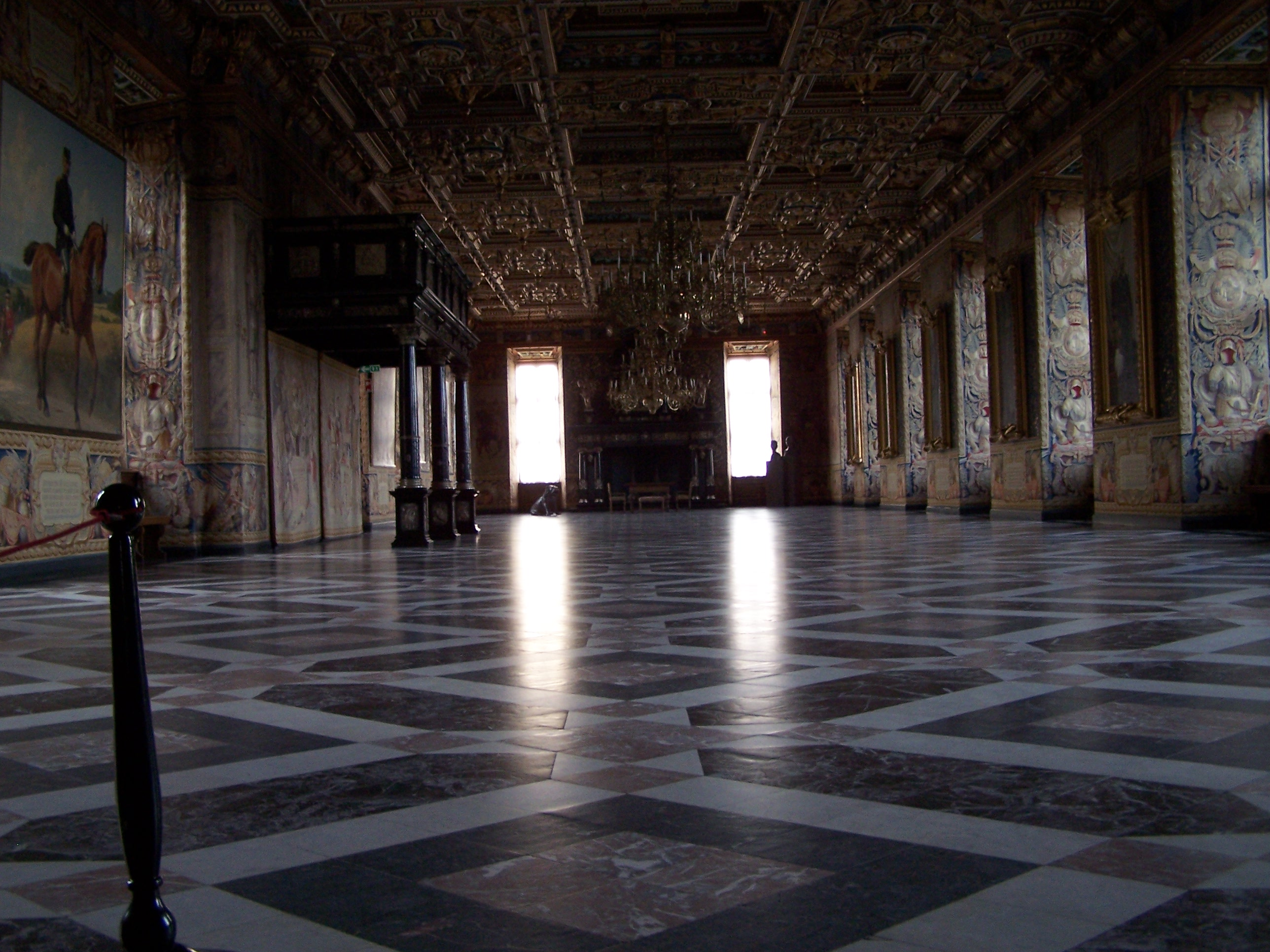
Rittersaal von Schloss Frederiksborg

Der Frieden von Frederiksborg wurde am 3. Julijul. / 14. Juli 1720greg.  zwischen Dänemark-Norwegen und Schweden im Rittersaal von Schloss Frederiksborg geschlossen. Er beendete zwischen beiden Ländern den Großen Nordischen Krieg. Schweden verpflichtete sich zur Zahlung von 600.000 Reichsthalern an Dänemark-Norwegen, verlor das Privileg, keinen Sundzoll zahlen zu müssen und brach seine Allianz mit dem Gottorfer Teilherzogtum in den Herzogtümern Schleswig und Holstein. Der König von Dänemark erhielt auch formell die herzoglichen Anteile des Herzogtums Schleswig, die er seit 1713 schon besetzt hielt.
Die Schweden erhielten im Gegenzug die verlorene Festung Carlsten oberhalb von Marstrand zurück. Diese Feste hatte der dänische Vizeadmiral Peter Wessel Tordenskiold mit Hilfe einer Kriegslist am 15. Juli 1719 erobert.